# Idun Lovén
Siri Ingrid Idun Lovén, född 12 april 1916 i Växjö, död 20 februari 1988 i Solna, var en svensk målare och konstpedagog. Begravd i Linköping.

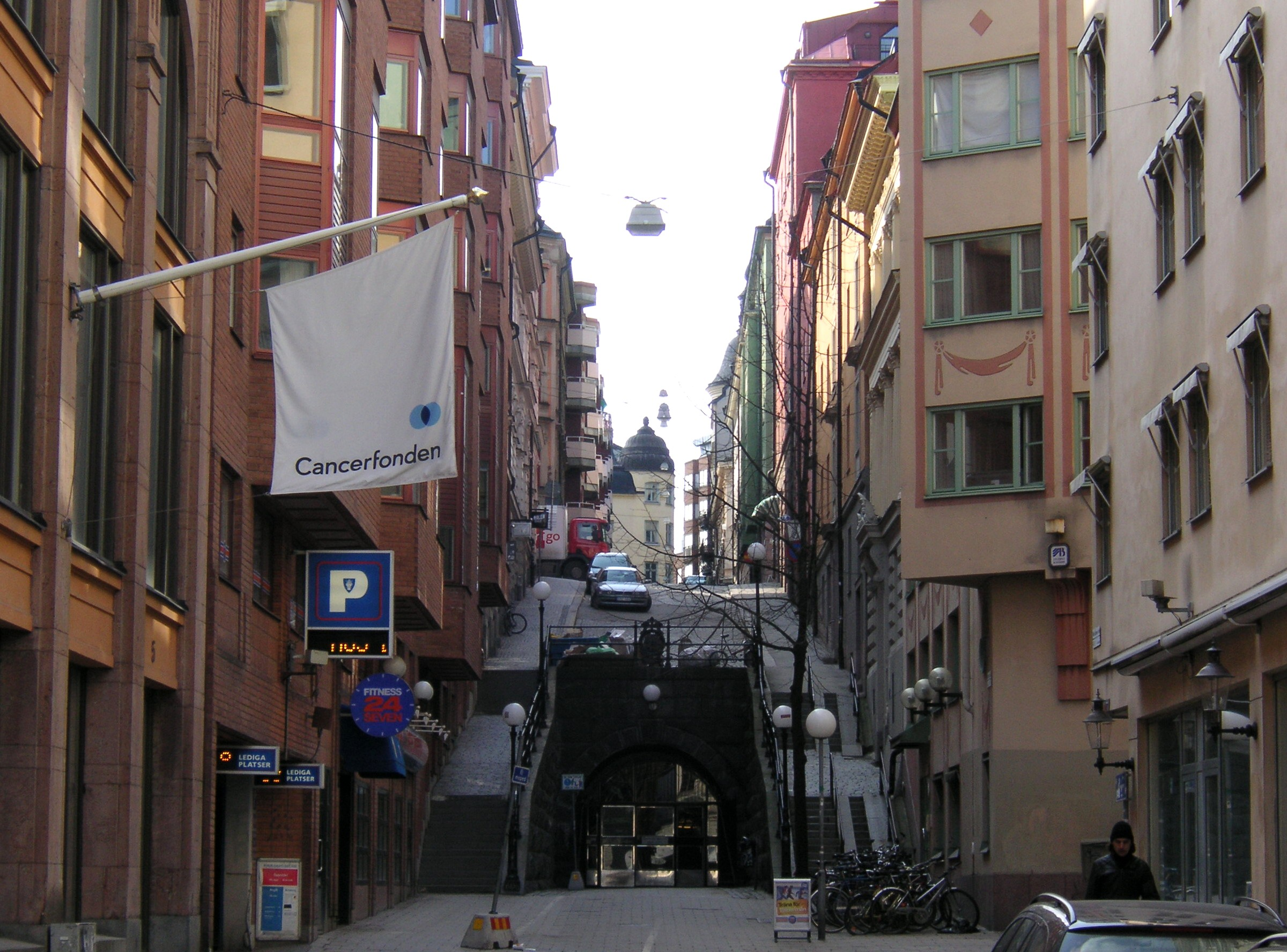
Konstskolan Idun Lovén hade undervisningslokaler vid David Bagares gata i Stockholm till 1975

Idun Lovén föddes 1916 som yngsta av sju döttrar – systern Brita blev senare friidrottare – till seminarieläraren Sam Lovén och Zidonia Bengtsson. Lovén utbildade sig 1937 för Leoo Verde i målning i Linköping och 1938–1939 gick hon på Statens håndverks- og kunstindustriskole i Oslo för Karl von Hanno, Per Krohg och Henrik Sørensen och 1939–1940 på Otte Skölds målarskola i Stockholm. År 1946 studerade hon vid Grünewalds målarskola i Stockholm och 1955–1956 i Paris.
Hon målade landskap från bland andra Lappland, Kindabygden i södra Östergötland och Tjusts skärgård i norra Småland. Hon målade även stilleben och porträtt.
År 1957 blev Lovén chef för Edward Berggrens elevateljé på David Bagares gata i Stockholm och därefter agreerad från 1958. Samma år övertog hon skolan, som bytte namn till Konstskolan Idun Lovén och vid vilken hon var lärare och rektor till mitten av 1980-talet.
Hon var första gången gift 1940–1947 med konstnären Erik Andor Johannes Norberg (1910–1975), andra gången 1950–1953 med den tidigare främlingslegionären Harry Forsberg (1915–1992)  och fick med honom dottern Lillemor Lovén 1950, tredje gången 1959–1962 med byggnadsarbetaren Eero Armas Järvinen (1923–1985)  och fjärde gången 1962–1966 med civilekonomen Kjell Ljunggren (född 1921).
Idun Lovén är begravd på Västra griftegården i Linköping.